# Расмус Хејлунд
Расмус Винтер Хејлунд (дан. Rasmus Winther Højlund; Копенхаген, 4. фебруар 2003) јесте дански фудбалер. Игра на месту нападача. Тренутно наступа за Манчестер јунајтед и репрезентацију Данске.
Прошао је јуниорске категорије Копенхагена, а први наступ за сениорски тим имао је у октобру 2020. године са седамнаест година. За Копенхаген је на 32 утакмице постигао пет голова. У јануару 2022. године придружио се Штурму из Граца. Касније те године потписао је уговор са Аталантом у трансферу вредном 17 милиона евра. У јулу 2023. прешао је у Манчестер јунајтед.
Наступао је за готово све млађе селекције Данске. Деби за сениорску селекцију своје земље имао је у септембру 2022. године.

## Клупска каријера

### Копенхаген
Хејлунд се родио у Копенхагену а одрастао је у Херсхолму у Великом Копенхагену. Фудбалску каријеру је почео у локалном клубу Херсхолму и Брендбију. Касније се придружио млађим категоријама Копенхагена. Први сениорски наступ за Копенхаген имао је у октобру 2020. када је имао седамнаест година. Током сезоне 2021/22. одиграо је прву утакмицу и у европским такмичењима, тачније у Лиги конференције где је дао пет голова.

### Штурм Грац
У јануару 2022. године Хејлунд се придружио аустријском клубу Штурму у трансферу вредном 1,8 милиона евра. За Штурм је укупно постигао 12 голова на 21 утакмици у свим такмичењима.

### Аталанта
Дана 27. августа 2022. године, Хејлунд је остварио трансфер у италијански клуб Аталанту. Вредност трансфера је износила 17 милиона евра. Први гол за Аталанту дао је 5. септембра у победи од 2 : 0 над Монцом. Иако је на почетку сезоне махом улазио у игру с клупе, изборио се за своје место у тиму након лошије форме и повреда Дувана Запате.

## Репрезентативна каријера
Хејлунд је дебитантски наступ за сениорску репрезентацију Данске имао септембра 2022. године на утакмици против Хрватске у Лиги нација када је ушао с клупе. Дана 23. марта 2023. Хејлунд је први пут почео утакмицу за Данску. Била је то утакмица у оквиру квалификација за Европско првенство 2024. против Финске. Постигао је три гола и крајњи резултат је био 3 : 1 за Данце.

## Статистика

### Клуб
Ажурирано 4. јуна 2023.
| Клуб       | Сезона    | Национално првенство | Национално првенство | Национално првенство | Национални куп | Национални куп | Континентално такмичење | Континентално такмичење | Укупно  | Укупно |
| Клуб       | Сезона    | Ранг                 | Наступи              | Голови               | Наступи        | Голови         | Наступи                 | Голови                  | Наступи | Голови |
| ---------- | --------- | -------------------- | -------------------- | -------------------- | -------------- | -------------- | ----------------------- | ----------------------- | ------- | ------ |
| Копенхаген | 2020/21.  | Суперлига Данске     | 4                    | 0                    | 1              | 0              | 0                       | 0                       | 5       | 0      |
| Копенхаген | 2021/22.  | Суперлига Данске     | 15                   | 0                    | 1              | 0              | 11                      | 5                       | 27      | 5      |
| Копенхаген | Укупно    | Укупно               | 19                   | 0                    | 2              | 0              | 11                      | 5                       | 32      | 5      |
| Штурм Грац | 2021/22.  | Бундеслига Аустрије  | 13                   | 6                    | 0              | 0              | 0                       | 0                       | 13      | 6      |
| Штурм Грац | 2022/23.  | Бундеслига Аустрије  | 5                    | 3                    | 1              | 2              | 2                       | 1                       | 8       | 6      |
| Штурм Грац | Укупно    | Укупно               | 18                   | 9                    | 1              | 2              | 2                       | 1                       | 21      | 12     |
| Аталанта   | 2022/23.  | Серија А             | 32                   | 9                    | 2              | 1              | —                       | —                       | 34      | 10     |
| Свеукупно  | Свеукупно | Свеукупно            | 69                   | 18                   | 5              | 3              | 13                      | 6                       | 87      | 27     |

1. ↑  Убрајају се Куп Данске, Куп Аустрије и Куп Италије.
2. ↑  Убрајају се наступи у Лиги конференције.
3. ↑  Убрајају се наступи у Лиги шампиона.

### Репрезентација
Ажурирано 19. јуна 2023.
| Репрезентација | Година | Наступи | Голови |
| -------------- | ------ | ------- | ------ |
| Данска         | 2022.  | 2       | 0      |
| Данска         | 2023.  | 4       | 6      |
| Укупно         | Укупно | 6       | 6      |

#### Голови за репрезентацију
Голови Данске су наведени на првом месту. Колона „гол” означава резултат на утакмици након Хејлундовог гола.
| Бр. гола | Датум          | Стадион                             | Бр. наступа | Противник | Гол   | Резултат | Такмичење                                 | Реф.   |
| -------- | -------------- | ----------------------------------- | ----------- | --------- | ----- | -------- | ----------------------------------------- | ------ |
| 1.       | 23. март 2023. | Стадион Паркен, Копенхаген, Данска  | 3.          | Финска    | 1 : 0 | 3 : 1    | Квалификације за Европско првенство 2024. | [ 15 ] |
| 2.       | 23. март 2023. | Стадион Паркен, Копенхаген, Данска  | 3.          | Финска    | 2 : 1 | 3 : 1    | Квалификације за Европско првенство 2024. | [ 15 ] |
| 3.       | 23. март 2023. | Стадион Паркен, Копенхаген, Данска  | 3.          | Финска    | 3 : 1 | 3 : 1    | Квалификације за Европско првенство 2024. | [ 15 ] |
| 4.       | 26. март 2023. | Арена Астана, Астана, Казахстан     | 4.          | Казахстан | 1 : 0 | 2 : 3    | Квалификације за Европско првенство 2024. | [ 16 ] |
| 5.       | 26. март 2023. | Арена Астана, Астана, Казахстан     | 4.          | Казахстан | 2 : 0 | 2 : 3    | Квалификације за Европско првенство 2024. | [ 16 ] |
| 6.       | 19. јун 2023.  | Стадион Стожице, Љубљана, Словенија | 6.          | Словенија | 1 : 1 | 1 : 1    | Квалификације за Европско првенство 2024. | [ 17 ] |

## Успеси
Копенхаген
- Суперлига Данске: 2021/22.[18]

Манчестер јунајтед
- ФА куп: 2023/24.[19]